# Brion-près-Thouet
Brion-près-Thouet là một xã trong tỉnh Deux-Sèvres trong vùng Nouvelle-Aquitaine ở phía tây nước Pháp. Xã này nằm ở khu vực có độ cao trung bình 41 mét trên mực nước biển.